# 沃倫鎮區 (印地安納州克林頓縣)
沃倫鎮區（英語：Warren Township）是位於美國印地安納州克林頓縣的一個行政鎮區。

## 地方資料
根據2010年美國人口普查的數據，沃倫鎮區的面積為76.20平方千米，當中陸地面積為76.20平方千米，而水域面積為0.00平方千米。當地共有人口619人，而人口密度為每平方千米8.12人。